# Aldebarán
Aldebarán (Alfa Tauri / α Tau / 87 Tauri / HIP 21421) es la estrella más brillante de la constelación de Tauro («El Toro») y la decimotercera más brillante del cielo nocturno. De magnitud aparente +0.85, es de color rojo anaranjado. Aunque visualmente parece ser el miembro más brillante del cúmulo abierto de la Híades, en realidad no forma parte del mismo y simplemente está en la misma línea de visión. Junto a Sirio (α Canis Majoris) y Arturo (α Bootis), permitió a Edmund Halley descubrir el movimiento propio de las estrellas mediante la comparación de sus posiciones de entonces con las que figuraban en los catálogos antiguos.
Aldebarán es una gigante roja, lo que significa que es más fría que el Sol, con una temperatura superficial de 3900 °C, pero su radio es unas 44 veces el del Sol, por lo que es más de 400 veces tan luminosa. Como estrella gigante, ha salido de la secuencia principal del diagrama de Hertzsprung-Russell tras agotar su reserva de hidrógeno en el núcleo. La estrella gira lentamente y tarda 520 días en completar una rotación. Se cree que Aldebarán alberga un planeta con varias veces la masa de Júpiter, llamado Aldebarán b. La sonda de exploración planetaria Pioneer 10' se dirige en dirección general a la estrella y debería realizar su máxima aproximación dentro de unos dos millones de años.

## Nombre

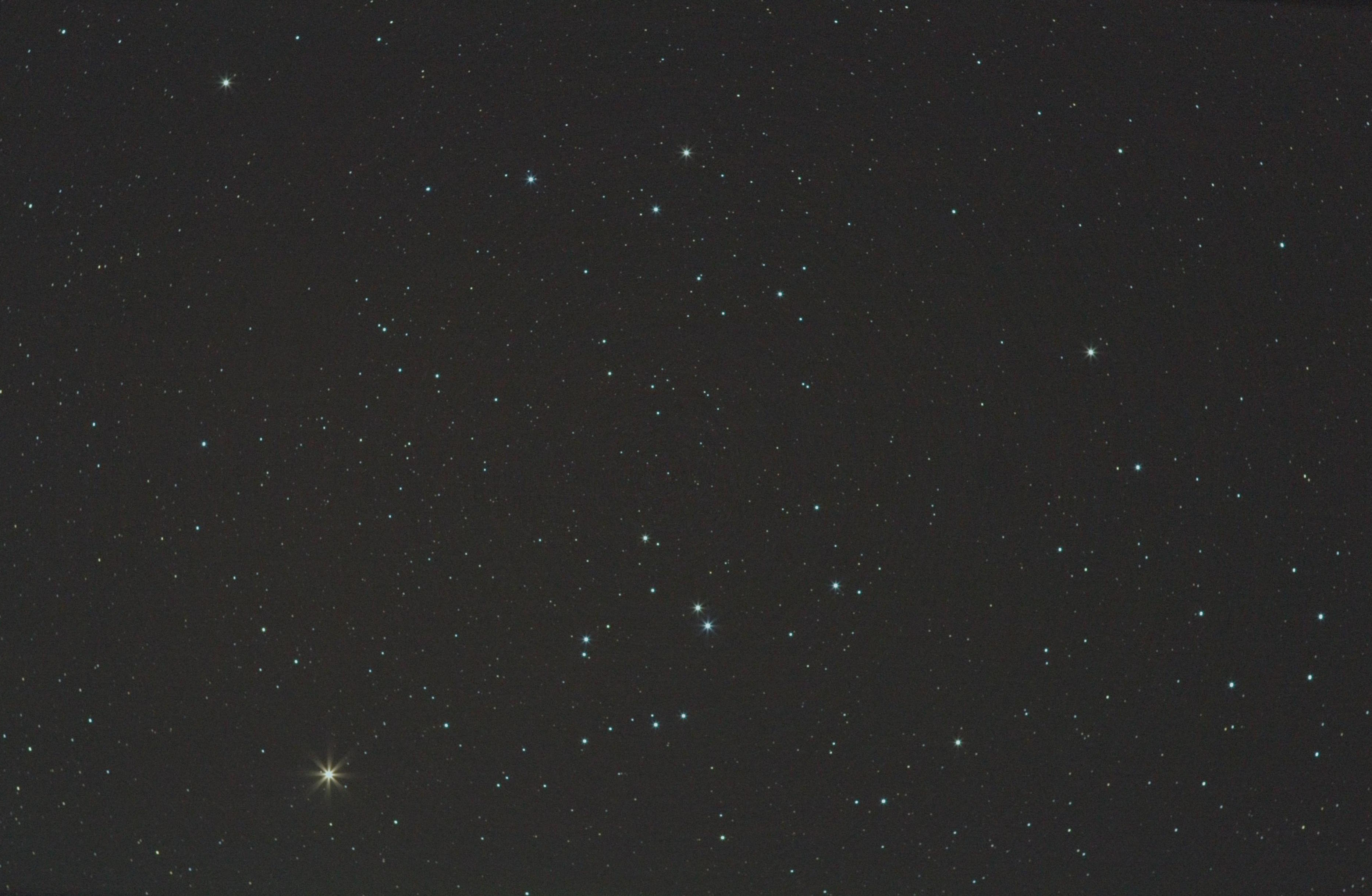
Aldebarán es la estrella más brillante en esta imagen de la zona central de la constelación de Tauro.

El nombre Aldebarán proviene del árabe الدبران, al-dabarān, cuyo significado es «la que sigue», en referencia a que esta estrella sigue al cúmulo de las Pléyades en su recorrido nocturno a través del cielo. Numerosas fábulas populares la utilizan para designar al hombre y a la mujer perseverante que no acepta derrota.
Ptolomeo la llamó «portador de la antorcha», y en griego también recibió el nombre de Omma Boos, nombre que más tarde fue traducido literalmente al latín: Oculus Tauri (ojo del toro). En el siglo XVII, el astrónomo Giovanni Riccioli la denominó más específicamente Oculus Australis («ojo del sur»).
En Persia la estrella era conocida como Taschter. El astrónomo persa Al Biruni citaba Al Fanik («el camello semental»), Al Fatik («el camello gordo») y Al Muhdij («el camello hembra») como nombres indígenas árabes para esta estrella. En la antigua Roma recibía el nombre de Palilicium, término que proviene de Palilia o Parilia, la fiesta de Pales, divinidad pastoril de la mitología romana.
El título de Hrusa designaba a esta estrella en la antigua Bohemia.
En astronomía hindú se identifica con la nakshatra —mansión lunar— de Rohini, y es una de las veintisiete hijas de Daksha y la esposa del dios Chandra.

## Observación

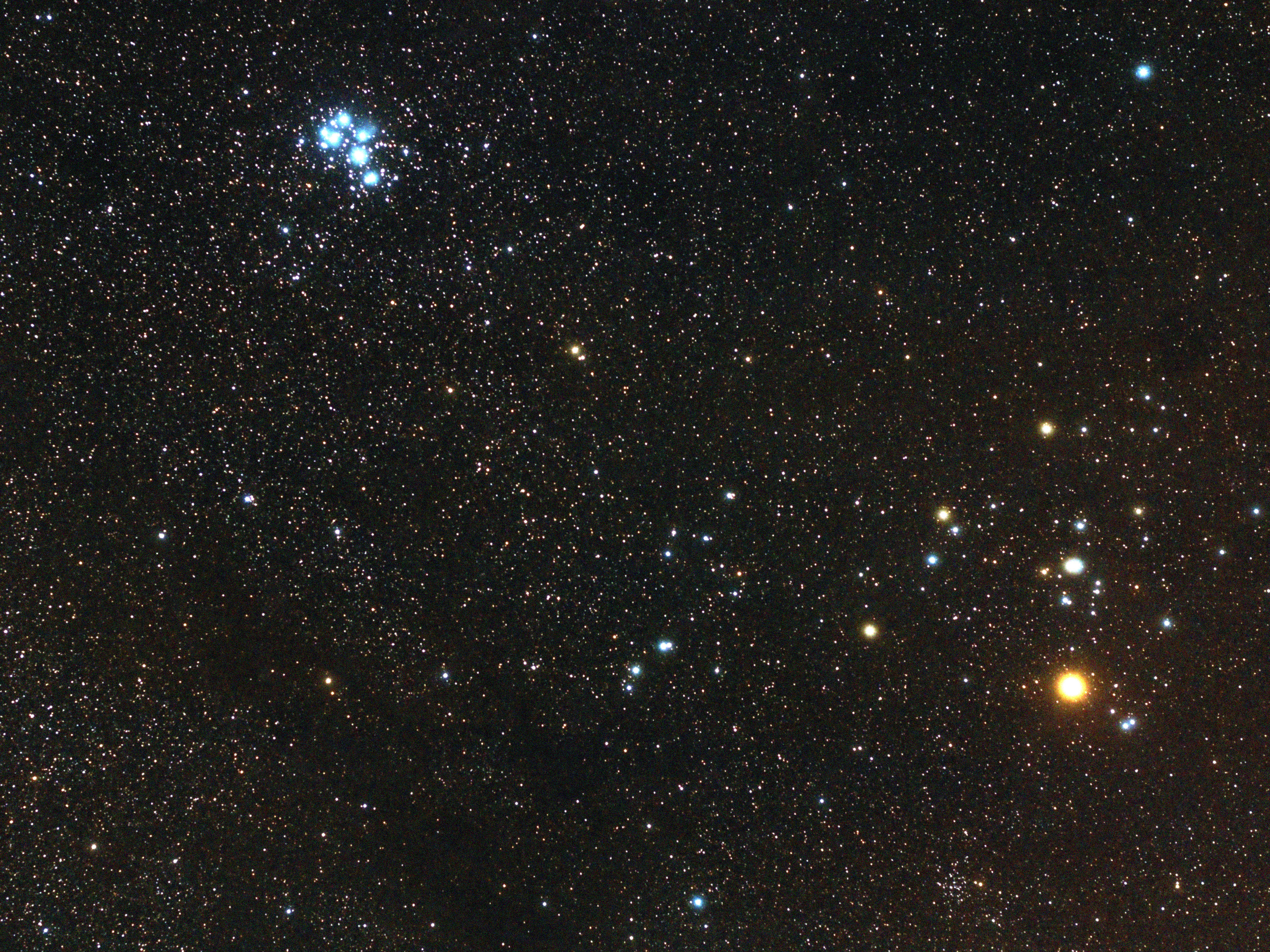
Aldebarán en las Híades

Aldebarán es una de las estrellas más fáciles de encontrar en el cielo nocturno, en parte por su brillo y en parte por estar cerca de uno de los asterismos más notables del cielo. Siguiendo las tres estrellas del Cinturón de Orión en dirección opuesta a Sirio, la primera estrella brillante que se encuentra es Aldebarán. Se puede observar mejor a medianoche entre finales de noviembre y principios de diciembre.
La estrella se encuentra, casualmente, en la línea de visión entre la Tierra y las Hyades, por lo que tiene la apariencia de ser el miembro más brillante del cúmulo abierto, pero el cúmulo que forma el asterismo en forma de cabeza de toro está a más del doble de distancia, a unos 150 años luz.
Aldebarán se encuentra a 5.47 grados al sur de la eclíptica, por lo que puede ser ocultado por la Luna. Estas ocultaciones se producen cuando el nodo ascendente de la Luna está cerca del equinoccio de otoño. Se produjo una serie de 49 ocultaciones que comenzaron el 29 de enero de 2015 y terminaron el 3 de septiembre de 2018. Cada evento fue visible desde puntos en el hemisferio norte o cerca del ecuador; las personas en, por ejemplo, Australia o Sudáfrica nunca pueden observar una ocultación de Aldebarán, ya que está demasiado al sur de la eclíptica. Una estimación razonablemente precisa para el diámetro de Aldebarán se obtuvo durante la ocultación del 22 de septiembre de 1978. En la década de 2020, Aldebarán está en conjunción en longitud eclíptica con el sol alrededor del 30 de mayo de cada año.
Con una  banda infrarroja cercana Banda J magnitud de −2.1, sólo Betelgeuse (−2.9), R Doradus (−2.6) y Arcturus (−2.2) son más brillantes en esa longitud de onda.

## Historia de la observación

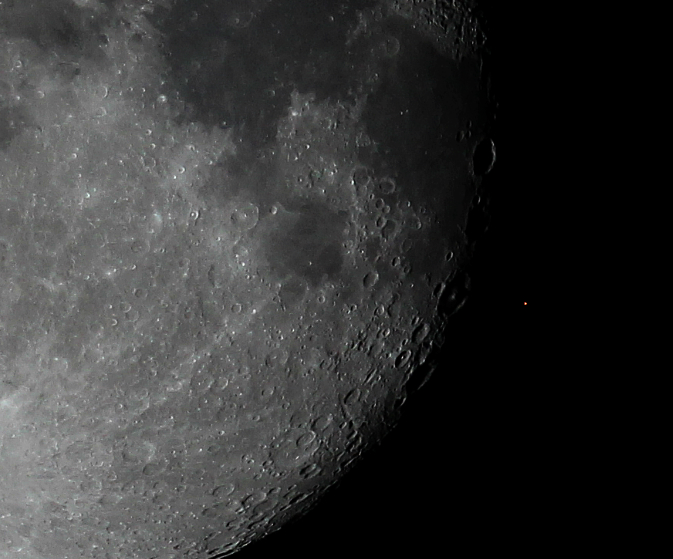
Ocultación de Aldebarán por la Luna. Aldebarán es el punto rojo a la derecha, apenas visible en la imagen en miniatura.

.
El 11 de marzo de 509 d. C., se observó una ocultación lunar de Aldebarán en Atenas, Grecia. El astrónomo inglés Edmund Halley estudió la cronología de este acontecimiento y, en 1718, llegó a la conclusión de que Aldebarán debía haber cambiado de posición desde entonces, desplazándose varios minutos de arco más hacia el norte. Esto, así como las observaciones de las posiciones cambiantes de las estrellas Sirio y Arcturus, condujeron al descubrimiento del movimiento propio. Según observaciones actuales, la posición de Aldebarán se ha desplazado 7′ en los últimos 2000 años; aproximadamente un cuarto del diámetro de la luna llena. Debido a la precesión de los equinoccios, hace 5000 años el  equinoccio estaba cerca de Aldebarán. Entre 420 000 y 210 000 años atrás, Alderbarán era la estrella más brillante del cielo nocturno, alcanzando su máximo brillo hace 320 000 años con una magnitud aparente de −1.54.
El astrónomo inglés William Herschel descubrió una débil compañera de Aldebarán en 1782; una estrella de magnitud 11 a una separación angular de 117″. S. W. Burnham demostró que esta estrella era una estrella doble cercana en 1888, y descubrió una compañera adicional de magnitud 14 a una separación angular de 31″. Las mediciones posteriores del movimiento propio mostraron que la compañera de Herschel divergía de Aldebarán, por lo que no estaban físicamente conectadas. Sin embargo, la compañera descubierta por Burnham tenía casi exactamente el mismo movimiento propio que Aldebarán, lo que sugería que ambas formaban un amplio sistema  estelar binario.
Trabajando en su observatorio privado de Tulse Hill, Inglaterra, en 1864 William Huggins realizó los primeros estudios del espectro de Aldebarán, donde pudo identificar las líneas de nueve elementos, entre ellos hierro, sodio, calcio y magnesio. En 1886, Edward C. Pickering en el Harvard College Observatory utilizó una placa fotográfica para capturar cincuenta líneas de absorción en el espectro de Aldebarán. Esto pasó a formar parte del Catálogo Draper, publicado en 1890. En 1887, la técnica fotográfica había mejorado hasta el punto de que era posible medir la velocidad radial de una estrella a partir de la cantidad de  desplazamiento Doppler en el espectro. Por este medio, la velocidad de recesión de Aldebarán se estimó en 30 millas por segundo (48 km/s), utilizando mediciones realizadas en el  Observatorio de Potsdam por Hermann C. Vogel y su ayudante Julius Scheiner.
Aldebarán fue observado utilizando un interferómetro acoplado al Telescopio Hooker en el Observatorio del Monte Wilson en 1921 con el fin de medir su diámetro angular, pero no fue resuelto en estas observaciones.
La extensa historia de observaciones de Aldebarán hizo que se incluyera en la lista de 33 estrellas elegidas como puntos de referencia de la misión Gaia para calibrar parámetros estelares derivados. Previamente se había utilizado para calibrar instrumentos a bordo del telescopio espacial Hubble.

## Características físicas

Tamaños comparativos de Aldebarán y el Sol.

Situada a 65.1 años luz de distancia, Aldebarán es una estrella gigante naranja de tipo espectral K5III con una temperatura superficial de 4010 K. Al estar cerca de la eclíptica es ocultada por la Luna periódicamente y, gracias a ello, se ha podido medir su diámetro angular, 0.02 segundos de arco, lo que conduce a un radio 44 veces mayor que el radio solar. Situada en el lugar del Sol, se extendería hasta la mitad de la órbita de Mercurio, y en el cielo de la Tierra aparecería como un disco de 20° de diámetro. Su velocidad de rotación proyectada es de 5.2 km/s, por lo que su período de rotación puede ser de hasta 400 días.
Aldebarán es 425 veces más luminosa que el Sol pero su masa es solamente de 1.7 masas solares; dado el enorme tamaño de esta estrella, su densidad media resulta ser muy inferior a la del Sol. A diferencia de la mayor parte de las gigantes naranjas, que en su núcleo están fusionando helio en carbono y oxígeno, Aldebarán se hallaría en un estado preliminar en el que su núcleo todavía inerte de helio estaría en el proceso de contraerse y calentarse, provocando que, en conjunto, la estrella se expanda y aumente en brillo. Está empezando a perder masa por medio de un viento estelar que envuelve la estrella hasta una distancia de 100 au. Dentro de solo unos pocos millones de años, la estrella alcanzará una luminosidad 800 veces mayor que la del Sol, momento en el que comenzará la quema del helio y se frenará la contracción del núcleo, lo que conllevará una disminución en su brillo. Aldebarán está catalogada como una variable pulsante irregular, con una fluctuación del brillo de 0.2 magnitudes.
Aldebarán es un sistema binario: la estrella gigante tiene una compañera lejana y pequeña, Aldebarán B, de magnitud +13.50. Es una enana roja de tipo espectral M2V, cuya masa puede ser tan solo el 15 % de la masa solar y su radio el 36 % del radio solar. Su separación actual de Aldebarán A es de 609 au.
En la actualidad la sonda Pioneer 10 se dirige hacia Aldebarán, a donde llegará dentro de 1 690 000 años.

## Posible compañero planetario
En 1997 se anunció el descubrimiento de un planeta gigante, Aldebarán b, de unas 9.5 masas de Júpiter, en órbita alrededor de la estrella principal. El descubrimiento fue dudoso y no fue confirmado hasta 2015. De hecho es difícil detectar la existencia de un compañero subestelar en torno a una estrella muy evolucionada como Aldebarán, ya que las estrellas gigantes, al ser muchas veces estrellas pulsantes, muestran oscilaciones en su velocidad radial análogas a las causadas por la presencia de planetas.